# Blumenthaler SV
Maillots
Le Blumenthaler Sportverein von 1919 e.V., également connu sous le nom de Blumenthaler SV, est un club allemand de football fondé en 1919 et basé dans la ville de Brême.
Le club joue ses matchs à domicile au Burgwall-Stadion, et joue actuellement en Bremen-Liga dans le championnat d'Allemagne D5.
Le club a joué durant cinq saisons en Oberliga Nord (lors des saisons 1974-75 à 1976-77, puis lors des saisons 1979-80 et 1997-98), troisième division nationale.

## Histoire

### Débuts du club
Le club est fondé le 6 juin 1919 à Blumenthal (un des quartiers nord de la ville de Brême) par d'anciens membres du Blumenthaler Fußballverein 1912. Le FV succède au Spiel und-Sport Blumenthal (faisant branche du SG Aumund-Vegesack).
De tradition ouvrière, le club fait partie de l'ATSB (Sportbund Arbeiter-Turn-und) dans les années 1920 et au début des années 1930.

### Entre-deux-guerres et Seconde Guerre mondiale
En 1933, le club est interdit par le régime nazi comme d'autres clubs ouvriers car considéré comme politiquement à gauche.
Il est refondé ensuite sous le nom de Blumenthaler Sportverein von 1919 e.V. en 1937 et se qualifie pour la Gauliga Basse-Saxe, nouveau championnat réorganisé par le régime en 1933. Le club reste en Gauliga Basse-Saxe tout au long de la Seconde Guerre mondiale. Il termine vice-champion de la branche de la Gauliga Weser-Ems en 1943-44. La saison suivante est interrompue au bout de quatre matchs en raison de l'effondrement de l'Allemagne nazie. 
L'ASV fait deux apparitions en Tschammer-Pokal (prédécesseur de la DFB-Pokal), en 1939 et 1940, est fini éliminé à deux reprises lors des premiers tours.

### Depuis les années 1950
Après la Seconde Guerre mondiale, le club reprend son nom actuel.
Entre 1950 à 1952, le club devient champion de Brême trois fois de suite mais échoue à chaque fois à se promouvoir en Oberliga Nord, la ligue la plus élevée de l'époque.
Avec l'introduction de la Bundesliga en 1963, l'Amateurliga devient la troisième division.
Au début des années 1970, le club redevient champion de la ville à plusieurs reprises. En 1977, le club est relégué pendant deux saisons, avant de revenir et d'être à nouveau relégué sans réussir par la suite à revenir en troisième division.
Lors de la Coupe d'Allemagne 1974-75, le club est éliminé au premier tour par le MSV Duisbourg (défaite 3-1).
Lors de la Coupe d'Allemagne 1977-78, il est à nouveau éliminé au premier tour par le grand club de la ville de Brême, le Werder Brême (défaite 5-1), puis est éliminé au même niveau lors de la saison suivante contre le Fortuna Düsseldorf (défaite 2-1).
Le club reste actif dans les classes inférieures durant les décennies suivantes, atteignant son plus bas historique en 2002 à la suite de sa relégation en septième division, et ce durant deux saisons.

## Stades
Depuis 1951, le club joue ses matchs à domicile au Burgwall-Stadion doté de 5 000 places.

## Équipes de jeunes
Le Blumenthaler SV est connu pour son travail auprès des jeunes dans le football amateur de Brême, mais aussi au-delà des frontières nationales de Brême. Au cours des dernières décennies, le réfugié gambien Ousman Manneh et Sören Seidel ont donné naissance à deux joueurs du SV Werder Bremen. D'autres noms connus du département jeunesse de Blumenthal sont ceux du professionnel du SC Freiburg Lucas Höler et celui de l'entraîneur de longue date Michael Kniat, qui a d'abord entraîné les espoirs du SC Paderborn 07 et fait désormais partie de l'équipe d'entraîneurs de la première équipe. En janvier 2021, Kebba Badjie a également signé un contrat professionnel avec Werder Bremen, qui a joué pour les espoirs de Blumenthal en Regionalliga Nord (II).

### U19
En 2011, les juniors A ont réussi à accéder à la Regionalliga Nord et ont assuré leur maintien dans la deuxième division allemande des jeunes lors de la saison suivante. Les A-Junioren ont joué dans cette ligue jusqu'à la saison 2017/18. Lors des saisons 2019/20 et 2021/22, les 1ers A-Junioren ont manqué de peu la promotion en Regionalliga. Lors de la saison 2022/23, les A-Junioren ont réussi à remonter en Regionalliga Nord, la troisième division allemande.

### U17
En 2010, les juniors B ont été promus en Regionalliga Nord. Les B-Junioren sont descendus de la Regionalliga Nord après seulement une saison, avant de remonter en 2014 et de redescendre immédiatement en 2015. Lors de la saison 2020/21, les 1ers B-Junioren jouent en Bremer Verbandsliga et ont remporté le championnat après 6 matches en vertu de la règle des quotients, étant ainsi couronnés champions par la Bremer FV. Après que l'équipe a été refusée de promotion par la Norddeutscher Fußball-Verband, le Blumenthaler SV envisage des recours juridiques. Les Blumenthaler B-Jugend, aux côtés du SC Borgfeld et du SV Werder Bremen, est l'un des trois vainqueurs de la coupe régionale de football de Brême, et a éliminé plusieurs équipes de la Regionalliga avec des performances impressionnantes sur le chemin de la finale. En outre, elle a pu assurer la promotion en Regionalliga sans problème, en marquant plus de cent buts et n'en encaissant que trois lors des douze premiers matches de la troisième division. Lors de la saison 2022/23, les B-Junioren jouent en Regionalliga Nord et ont réussi à être promus en B-Junioren Bundesliga.

### U15
Les juniors C ont également réussi à monter en Regionalliga Nord, où les garçons de Blumenthal ont joué lors des saisons 2013/14 et depuis l'été 2019, après avoir réalisé à nouveau la promotion. Jusqu'à l'arrêt de la saison en raison de la pandémie de COVID-19, l'équipe du président du club et entraîneur en chef Peter Moussalli a surpris dans la plus haute division allemande des jeunes, de sorte qu'elle a assuré son maintien sans encombre en tant que quatrième de la ligue grâce au quotient de points. Après deux autres saisons dans la plus haute division, les Blumenthaler ont dû retourner en Verbandsliga et souhaitent y réaliser une promotion directe lors de la saison 2022/23.

## Palmarès
| \| - Championnat d'Allemagne D5 (Bremen-Liga) (11) : - Champion : 1949-50, 1950-51, 1951-52, 1958-59, 1963-64, 1971-72, 1972-73, 1973-74, 1978-79, 1988-89 et 1996-97. - Championnat d'Allemagne D6 (Landesliga Bremen) (1) : - Champion : 2004-05. \| \| - Coupe de Brême (8) : - Vainqueur : 1952-53, 1959-60, 1962-63, 1964-65, 1969-70, 1973-74, 1976-77 et 1977-78. - Gauliga Weser-Ems : - Vice-champion : 1943-44. \| |  | |
| - Championnat d'Allemagne D5 (Bremen-Liga) (11) : - Champion : 1949-50, 1950-51, 1951-52, 1958-59, 1963-64, 1971-72, 1972-73, 1973-74, 1978-79, 1988-89 et 1996-97. - Championnat d'Allemagne D6 (Landesliga Bremen) (1) : - Champion : 2004-05. |  | - Coupe de Brême (8) : - Vainqueur : 1952-53, 1959-60, 1962-63, 1964-65, 1969-70, 1973-74, 1976-77 et 1977-78. - Gauliga Weser-Ems : - Vice-champion : 1943-44. |

## Personnalités du club

### Présidents du club
- Peter Moussalli
- Werner Köbernik
- Holger Bors

### Entraîneurs du club
| - Denis Spitzer - Uwe Meyer-Porsch | - Michél Kniat - Steffen Dieckermann (1er juillet 2020 - ) |

### Joueurs du club
- Lucas Höler